# Huarong (Ezhou)

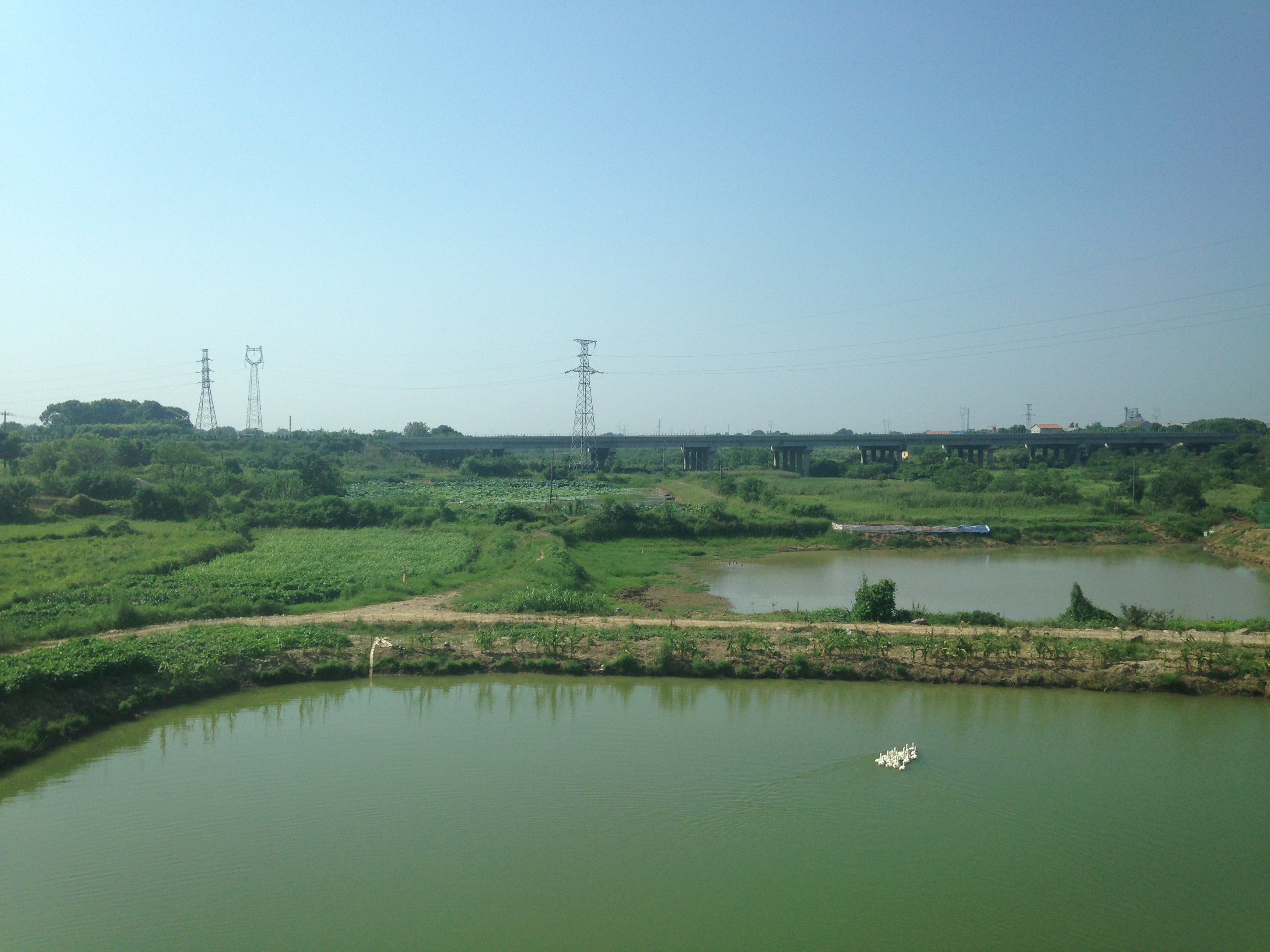
Blick auf die Stadt Huayong, Bezirk Huayong, Stadt Ezhou

Der Stadtbezirk Huarong (华容区,  Huáróng Qū) ist ein Stadtbezirk der bezirksfreien Stadt Ezhou im Osten der chinesischen Provinz Hubei. Sein Verwaltungsgebiet erstreckt sich über eine Fläche von 493,1 km², und er zählt 251.300 Einwohner (Stand: Ende 2019). Regierungssitz ist die Großgemeinde Huarong 华容镇.

## Administrative Gliederung
Auf Gemeindeebene setzt sich der Stadtbezirk aus vier Großgemeinden und zwei Gemeinden zusammen.